# Фельдман, Израиль Аронович
Израиль Аронович Фельдман (род. 1933, Рыбница, Молдавская АССР) — молдавский советский и израильский математик, профессор Университета имени Бар-Илана.

## Биография
Окончил Кишинёвский государственный университет, в 1964 году защитил кандидатскую диссертацию в Тбилисском государственном университете под руководством И. Ц. Гохберга. Преподавал теорию функций комплексной переменной и спецкурсы на факультете математики и кибернетики Кишинёвского государственного университета, вёл научную работу в Институте математики Академии наук МССР. С 1990 года — в Израиле, профессор отделения математики Университета имени Бар-Илана в Рамат-Гане.
В 1965 году совместно с И. Ц. Гохбергом разработал проекционные методы решения тёплицевых матриц с континуальными символами (теорема Бакстера-Гохберга-Фельдмана) и уже к 1971 году Гохберг и Фельдман представили всеобъемлющую теорию проекционных методов для операторов в свёртках, включая тёплицевы матрицы и их континуальные аналоги.

## Монографии (совместно с И. Ц. Гохбергом)
- Проекционные методы решения уравнений Винера-Хопфа. Кишинёв: Штиинца, 1967.
- Уравнения в свёртках и проекционные методы их решения. Москва: Наука, 1971.
- Convolution Equations and Projection Methods for Their Solution. Провиденс: American Mathematical Society, 1974, 1992 и 2006.
- Faltungsgleichungen Und Projektionsverfahren Zu Ihrer Losung. Базель—Бостон: Birkhäuser Verlag, 1974 и Берлин: Akademie Verlag, 1974.

## Фотогалерея
- И. А. Фельдман (второй справа), М. Г. Крейн (в центре), А. С. Маркус (второй слева). Кишинёв, 1970. (недоступная ссылка) (М. Г. Крейн)
- И. А. Фельдман (первый слева) и А. С. Маркус (второй слева) на семинаре. Кишинёв, 1981 г. (недоступная ссылка)
- На чествовании И. Ц. Гохберга в Беэр-Шеве в 1998 году